# Nemzeti Bajnokság V 1942–1943
Nemzeti Bajnokság V 1942–1943 sau liga a 5-a maghiară sezonul 1942–1943 a fost al 25-lea sezon desfășurat în această competiție.

## Istoric și format
Liga a cincea a fost formată din 27 de serii. Doar în seria Criș, clasa II., grupa Nord-est au evoluat echipe românești. 
Cele 27 serii au fost:
| - Alföld, clasa II., grupa Nord - Alföld, clasa II., grupa Mureș - Alföld, clasa II., grupa Tisa - Budapesta, clasa II., grupa Sud - Budapesta, clasa II., grupa Nord - Budapesta, clasa II., grupa Est - De Sud, Subotica, clasa II., grupa Subotica | - De Sud, Novi Sad, clasa II., grupa Novi Sad Est - De Sud, Novi Sad, clasa II., grupa Novi Sad Vest - Dunăre-Tisa, clasa II., grupa Dorog - Dunăre-Tisa, clasa II., grupa Monor - Dunăre-Tisa, clasa II., grupa Racos - Dunăre-Tisa, clasa II., grupa Vac - Transdanubia Nord, clasa II., grupa De Sus | - Transdanubia Nord, clasa II., grupa Gyor - Transdanubia Nord, clasa II., grupa Komarom - Transdanubia Nord, clasa II., grupa Papa - Transdanubia Nord, clasa II., grupa Sopron - Transdanubia Nord, clasa II., grupa Sekesfehervar - Transdanubia Nord, clasa II., grupa Sombateli - Transdanubia Nord, clasa II., grupa Vesprem | - Felvideki(de Sus), clasa II., grupa Balasgyarmati - Felvideki(de Sus), clasa II., grupa Matra (Salgotarjan) - Felvideki(de Sus), clasa II., grupa Mișcolț - MOVE, clasa II., grupa Rakoczi - Criș, clasa II., grupa Vest - Criș, clasa II., grupa Est |

## Seria Criș, clasa II., grupa Est
Echipele participante au fost din 4 localități:  
- Oradea: Stăruința II, CFM, AS Kolping Înfrățirea, Ferar
- Salonta: CS, AS Bocica
- Șercad: CASE
- Vesto: AS

Doar Oradea a avut mai mult de o echipă.
| Poz | Echipă                                                    | Pld | W  | D | L  | GF  | GA  | GD   | Pct |
| --- | --------------------------------------------------------- | --- | -- | - | -- | --- | --- | ---- | --- |
| 1   | CA Oradea II / Nagyváradi AC II.(C)(P)                    | 20  | 17 | 1 | 2  | 131 | 19  | +112 | 35  |
| 2   | Stăruința Oradea II / Nagyváradi Törekvés II.             | 20  | 15 | 1 | 4  | 105 | 27  | +78  | 31  |
| 3   | CG CFM Oradea II / Nagyváradi MÁV TK II.                  | 20  | 14 | 0 | 6  | 93  | 38  | +55  | 28  |
| 4   | AG Jula II / Gyulai LE                                    | 20  | 12 | 3 | 5  | 57  | 49  | +8   | 27  |
| 5   | AS Bocica Salonta / Nagyszalontai Bocskai SE              | 20  | 11 | 2 | 7  | 56  | 49  | +7   | 24  |
| 6   | AG Endrod / Endrődi LE (*)                                | 20  | 8  | 4 | 8  | 44  | 52  | -8   | 20  |
| 7   | SG Jula II / Gyulai TE II.                                | 20  | 7  | 3 | 10 | 41  | 64  | -23  | 17  |
| 8   | Stăruința Bichișciaba II / Békéscsabai Törekvés SE II.(1) | 20  | 7  | 2 | 11 | 44  | 53  | -11  | 14  |
| 9   | CA Ciaba Bichișciaba / Csabai AK II.                      | 20  | 6  | 1 | 13 | 46  | 79  | -33  | 13  |
| 10  | AG Salonta / Nagyszalontai LE                             | 20  | 2  | 1 | 17 | 15  | 116 | -101 | 5   |
| 11  | CA Jula II / Gyulai AC II. (2)                            | 25  | 2  | 0 | 18 | 16  | 102 | -86  | 4   |

(C) Campioana a fost CA Oradea II.
(P) CA Oradea II a promovat în NB IV '43-'44 (liga a 4-a).
(1) 2 puncte depunctare.
(2) S-a retras.
Surse:
"Sportul Național"/"Nemzeti Sport" 1942.07.05.

## Vezi și
- Cupa Ungariei
- Supercupa Ungariei
- Cupa Ligii Ungariei
- Liga a 2-a Maghiară
- Prima ligă maghiară 1942–1943
- Liga a 2-a Maghiară 1942–1943
- Liga a 3-a Maghiară 1942–1943
- Liga a 4-a Maghiară 1942–1943